# 卡尔-特奥多尔·楚·古滕贝格
卡尔-特奥多尔·楚·古滕贝格男爵（1971年12月5日—）是一位德国政治家，基督教社会联盟成员。出身于巴伐利亚贵族。曾在德國第23山地步兵旅服役。退役后在拜罗伊特大学学习政治和法律。1994年进入家族企业古滕贝格股份有限公司（Guttenberg GmbH）领导层工作。2002年当选德国联邦议院议员，开始其政治生涯。2009年，37岁的古滕贝格出任德国联邦经济及科技部部长，成为德国历史上最年轻的联邦经济部长。 2010年起又担任德国国防部长。2011年2月，古滕贝格于2006年发表的博士论文被指涉嫌抄袭。迫于压力，他于3月1日辞去一切政壇职务。

## 論文抄襲醜聞事件
發生論文抄襲事件，主要是他在拜羅伊特大學時期的論文。也因此他失去2007年獲得的博士學位。
2011年2月16日開始，古滕貝格公開受到批評，因為他的論文多處沒有交代資料來源。到2011年2月23日，拜羅伊特大學的法律與經濟學系認為他的確有瑕疵。之後，要他離開國防部長的職位開始鬧的滿城風雨，首相梅克爾以及CSU的政黨主席霍斯特·泽霍费尔當時都還支持他。
但是之後幾天，他受到公眾非常嚴重的攻擊，並且在媒體上猛烈批評他因論文抄襲產生的傷害，受到社會共鳴。很多法學家也認為無法接受他還可以享有博士學位。且之後一些知名政治人物如當時聯邦議長诺贝特·拉默特，都出來批評古滕貝格。在3月1日，他最後出來宣布自己退出公職生涯。在3月3日，他從國防部長職務離職，但是仍保有國會議員的頭銜。